# Hexenă
Hexenele sunt acele alchene cu formula chimică C
6H
12. Fiecare hexenă conține o singură legătură dublă în molecula sa și 6 atomi de carbon în total.

## Izomeri
Există mai mulți izomeri de hexenă, cei mai importanți regăsindu-se în tabelul următor:
| Nume         | Formulă structurală | Număr CAS  | Punct de topire (°C) | Punct de fierbere (°C) | Densitate (g/cm3) | Indice de refracție (589 nm) |
| ------------ | ------------------- | ---------- | -------------------- | ---------------------- | ----------------- | ---------------------------- |
| 1-hexenă     |                     | 592-41-6   | −139,76              | 63,48                  | 0,6685 (25 °C)    | 1,3852 (25 °C)               |
| (E)-2-hexenă |                     | 4050-45-7  | −133                 | 67,9                   | 0,6733 (25 °C)    | 1,3936 (20 °C)               |
| (Z)-2-hexenă |                     | 7688-21-3  | −141,11              | 68,8                   | 0,6824 (25 °C)    | 1,3979 (20 °C)               |
| (E)-3-hexenă |                     | 13269-52-8 | −115,4               | 67,1                   | 0,6772 (20 °C)    | 1,3943 (20 °C)               |
| (Z)-3-hexenă |                     | 7642-09-3  | −137,8               | 66,4                   | 0,6778 (20 °C)    | 1,3947 (20 °C)               |